# Asura marginatana
Asura marginatana är en fjärilsart som beskrevs av Embrik Strand 1922. Asura marginatana ingår i släktet Asura och familjen björnspinnare. Inga underarter finns listade i Catalogue of Life.